# Sialang Agung
Sialang Agung is een bestuurslaag in het regentschap Musi Banyuasin van de provincie Zuid-Sumatra, Indonesië. Sialang Agung telt 745 inwoners (volkstelling 2010).